# Walter Obholzer
Walter Obholzer (* 1. Oktober 1953 in Ebbs; † 12. September 2008 in Wien) war ein österreichischer Maler.

## Leben und Werk
Obholzer studierte von 1973 bis 1978 an der Akademie der bildenden Künste Wien, dazwischen besuchte er von 1974 bis 1975 die Ungarische Akademie der Bildenden Künste in Budapest. 1982 hatte er in der Galerie Toman in Innsbruck seine erste Einzelausstellung. In der Galerie Thaddaeus Ropac folgten Ausstellungen sowohl in Salzburg als auch in Paris. Obholzer vertrat Österreich 1988 bei der Biennale di Venezia und 1991 gemeinsam mit dem Künstler Lois Weinberger auf der Biennale von São Paulo.
Bekannt wurde er für den Einsatz von Ornamenten und Emblemen. In seinem malerischen Werk, das oft an geometrische Modelle erinnert, spielen Symmetrie und Asymmetrie, sowie die Proportionslehre eine große Rolle. Er gilt als Begründer der konzeptuellen Malerei in Österreich. „Obholzer beleuchtet mit seinen „vertikalen Panoramen“ das Nirgendwo der leeren, weißen Wand der Moderne um durch das Einsetzen des „historischen“ Ornaments gleichzeitig einen Ort zu suggerieren.“
In der Wiener Secession hatte er von Dezember 2000 bis Januar 2001 eine große Einzelausstellung. Werke von ihm wurden innerhalb der Ausstellung Schenkungen an das Belvedere von Thaddaeus Ropac vom 30. Mai bis 21. September 2008 in der Orangerie des Belvedere in Wien gezeigt.
Von 2000 bis 2005 war Obholzer als Professor für Abstrakte Malerei an der Akademie der bildenden Künste Wien tätig. In seinen letzten Lebensjahren war er durch eine Krankheit geschwächt und konnte wegen dieser nur noch wenig arbeiten.
Er wurde am Döblinger Friedhof bestattet.

## Auszeichnungen
- 1994 Preis der Stadt Wien für Bildende Kunst
- 2007 Tiroler Landespreis für zeitgenössische Kunst

## Ausstellungen
- 1984 Museum des 20. Jahrhunderts, Wien, 1984-Orwell
- 1986 REM Vorphotographie, Wien
- 1988 Kunsthalle Düsseldorf, Ein anderes Klima; Biennale von Venedig, Aperto; Secession, Wien
- 1989 Badischer Kunstverein, Karlsruhe; Museum moderner Kunst, Wien, Die 80er
- 1991 Deichtorhallen, Hamburg, Kunst Europa;  Biennale von São Paulo
- 1992 Musée d’art moderne de Saint-Étienne (Frankreich) Where
- 1993 Museumsquartier Wien, Der zerbrochene Spiegel (auch in Budapest und Hamburg)
- 1994 Neue Galerie Graz
- 1995 Kunstverein für die Rheinlande und Westfalen, Düsseldorf Das Abenteuer der Malerei (auch Stuttgart)
- 1996 Landesmuseum, Innsbruck, Sicht der Dinge
- 2000 Centre d’Art Contemporain, Bouvet-Ladubay (Frankreich), Accords Opposés; Wiener Sezession
- 2008 Österreichische Galerie Belvedere, Wien